# Streckhuvad trädletare
Streckhuvad trädletare (Thripadectes virgaticeps) är en fågel i familjen ugnfåglar inom ordningen tättingar.

## Utseende
Streckhuvad trädletare är en medelstor brunaktig tätting. Fjäderdräkten är övervägande varmbrun, på vingar och stjärt mer roströd. På huvudet syns beigefärgad streckning som sträcker sig till övre delen av bröstet. Jämfört med svartnäbbad trädletare och strimmig trädletare är den mindre streckad, framför allt på ryggen.

## Utbredning och systematik
Streckhuvad trädletare delas in i sex underarter med följande utbredning:
- Thripadectes virgaticeps sclateri – förekommer i västra Anderna i Colombia (Cauca och Nariño)
- Thripadectes virgaticeps magdalenae – förekommer i norra Colombia (subtropiska Magdalenadalen i Huila)
- Thripadectes virgaticeps klagesi – förekommer i kustbergen i norra Venezuela (Carabobo till Caracas (Distrito Federal))
- Thripadectes virgaticeps tachirensis – förekommer i Anderna i västra Venezuela (sydvästra Lara och Táchira)
- Thripadectes virgaticeps virgaticeps – förekommer i subtropiska nordvästra Ecuador (i söder till Pichincha)
- Thripadectes virgaticeps sumaco – förekommer i subtropiska östra Ecuador (västra Napo)

## Levnadssätt
Streckhuvad trädletare hittas i subtropiska zonen i Anderna, på mellan 1300 och 2100 meters höjd. Den påträffas vanligen i undervegetation i molnskog. Fågeln är svår att få syn på. Endast tillfälligt slår den följe med kringvandrande artblandade flockar.

## Status och hot
Arten har ett stort utbredningsområde, men tros minska i antal, dock inte tillräckligt kraftigt för att den ska betraktas som hotad. Internationella naturvårdsunionen IUCN listar arten som livskraftig (LC).